# LAGOON
LAGOON（ラグーン）は、日本のバンド。所属レコードレーベルはSony Records。所属事務所はスターダストプロモーション。2016年解散。

## 概要
ソニー・ミュージックレコーズが企画する「女性の夢を叶える応援プロジェクト」から誕生したガールズバンド 。オーディションを通じて集まった、互いに面識のないそれぞれ異なる職業を持つ“音楽したい女子”たち5人により、「二足のわらじをはくガールズバンド」として結成された。
ボーカルのMIORIこと瀧本美織の参加は透明感と力強さを兼ね備えた個性的な歌声に惹かれたスタッフのオファーにより決定、バンド名についてはラグーンの街として有名なヴェネツィアを訪れた瀧本により「この港町のように人がたくさん集まるバンドになりたい!」との願いを込めて名付けられた。

## 略歴
2014年9月10日よりYouTube公式チャンネルを通じてバンドメンバーが順次発表され、最後まで女優の「M」としか明かされていなかったボーカルについては、2014年10月2日公開のYouTube公式チャンネル内の番組「LAGOON document #4」および同日開設された公式サイトにおいて瀧本美織であることが発表された。
2014年11月26日発売のシングル「君の待つ世界」でデビュー。「君の待つ世界」はリリースに先立ち、10月4日より放送の読売テレビ・日本テレビ系テレビアニメ『まじっく快斗1412』のオープニングテーマとして採用された。2015年5月27日にはMIORIと高橋久美子（元チャットモンチー）の共同作詞による2ndシングル「KNOCKED-OUT BOY」をリリース。
2015年6月末日付で音楽性の違いと家庭との両立が困難なことを理由にギターのRINOが脱退、以降は残る4人で活動を継続することとなった。脱退後のRINOは「大石理乃」を名乗りシンガーソングライターとして活動、自身も参加するアイドルグループ「tasotokyoガールズ」のプロデュースなどを行っている。
2015年7月にはyuriがリーダーに就任。同年10月には、3rdシングル「Rhapsody In White」のリリース記念イベント「LAGOON 3rd single リリース記念イベント〜AUTUMN〜」において新ギタリストとなるAMIの加入を発表した。
2015年11月18日には元プリンセス プリンセスの岸谷香作詞・作曲、島田昌典プロデュースによる3rdシングル「Rhapsody In White」をリリース。また、2015年12月6日には東京・西麻布の「EX THEATER ROPPONGI」にて初のワンマンライブを開催した。
2016年2月28日に京セラドームで開催された「関西コレクション 2016 SPRING & SUMMER」でオープニングアクトを務める。MIORIはランウェイにも登場。
2016年6月1日に初のミニアルバム『僕たちの毎日が永遠になる。』を発売。収録の全5曲は「メンバーが大切な人へ綴った手紙」をテーマに5人のメンバーそれぞれが作詞を手がけ、自分たちが演奏した音のみでレコーディングして完成させた。アルバムリリースにあわせて、6月11日から26日にかけて初の東名阪ツアー『LAGOON Presents 1st LIVE HOUSE TOUR 2016』を開催した。
二足のわらじをはくバンドとしてメンバー5人で活動を継続することが困難になったことから、2016年7月15日付で解散した。解散後はメンバー5人は個々に音楽活動を継続する。

## メンバー
| メンバー名       | 生年月日               | 出身地   | 担当楽器   | 本業                   | 備考           |
| ---------------- | ---------------------- | -------- | ---------- | ---------------------- | -------------- |
| MIORI（ミオリ）  | 1991年10月16日（33歳） | 鳥取県   | ボーカル   | 女優                   |                |
| AMI（アミ）      | 1998年3月31日（27歳）  | 愛知県   | ギター     | 元高校生               | 2015年10月加入 |
| NANA.（ナナ）    | 1991年7月11日（33歳）  | 埼玉県   | ベース     | 救急救命士             |                |
| yuri（ユリ）     | 1995年3月6日（30歳）   | 東京都   | ドラム     | 元学生 現Gacharic Spin | リーダー       |
| YUKINO（ユキノ） | 1994年9月26日（30歳）  | 神奈川県 | キーボード | カフェ店員             |                |

元メンバー
| メンバー名   | 生年月日             | 出身地   | 担当楽器 | 本業      | 備考          |
| ------------ | -------------------- | -------- | -------- | --------- | ------------- |
| RINO（リノ） | 1986年9月8日（38歳） | 鹿児島県 | ギター   | 1児のママ | 2015年6月脱退 |

## ディスコグラフィ

### シングル
1. 君の待つ世界（2014年11月26日発売、オリコン最高順位30位[24][25]）
  1. 君の待つ世界
作詞：MIZUE・立山秋航、作曲・編曲：立山秋航
読売テレビ・日本テレビ系列アニメ『まじっく快斗1412』 オープニングテーマ
  2. Dear friend
  3. Are You Ready?
  4. 君の待つ世界（Instrumental）
2. KNOCKED-OUT BOY（2015年5月27日発売、オリコン最高順位30位[26]）
  1. KNOCKED-OUT BOY
  2. プラチナのシークレット
  3. Shout it out!!
  4. KNOCKED-OUT BOY -Instrumental-
3. Rhapsody In White（2015年11月18日発売、オリコン最高順位31位[27]）
  1. Rhapsody In White
作詞・作曲：岸谷香
  2. One More Love
  3. 二人がほしかったもの
  4. Rhapsody In White-instrumental-

### シングル（配信限定）
1. My little treasure（2016年6月8日発売）

### ミニアルバム
1. 僕たちの毎日が永遠になる。（2016年6月1日発売、オリコン最高順位50位[28]））
  1. 僕たちの毎日が永遠になる。
作詞：田中花乃<Letter from MIORI>
  2. あの日の青空、君と。
作詞：田中花乃<Letter from AMI>
  3. my home 〜心が帰る場所〜
作詞：田中花乃<Letter from yuri>
  4. サヨナラ
作詞：田中花乃<Letter from NANA.>
  5. Red eye 〜1人の時間が教えてくれたこと〜
作詞：田中花乃<Letter from YUKINO>

### 未音源化曲
- Upside-down, Inside-out
- Perfect Rain
- Back to you
- CHANCE!!
- DAWN